# Ligne (formation)
Pour les articles homonymes, voir ligne.
La ligne dans un contexte militaire est une formation des troupes en ordre serré qui s'oppose à la colonne. C'est un ordre de bataille dit mince, où le front tenu est large; son emploi est réservé à l'utilisation d'armes de jet ou à feu.

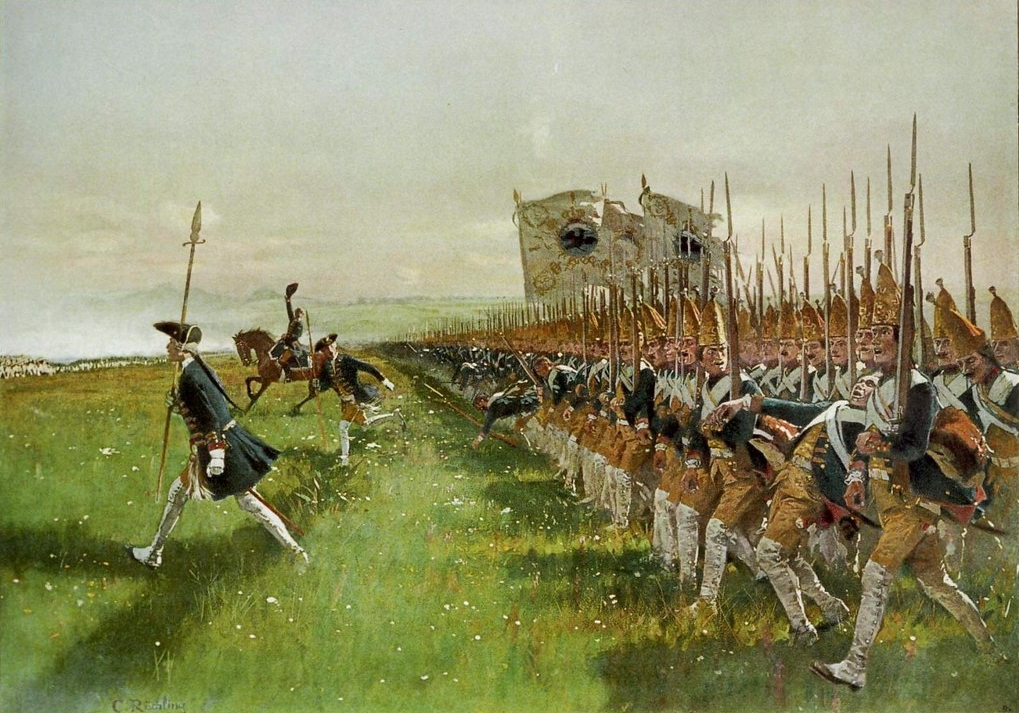
Les grenadiers prussiens de la garde de Frédéric le Grand étaient entraînés à attaquer en ligne. Ici les "Géants de Potsdam" attaquent les Autrichiens sur 3 rangs lors de la bataille de Hohenfriedberg (4 juin 1745).

 Depuis l'apparition des armes à feu, la formation en ligne est utilisée afin que le maximum de tireurs avançant sur l'ennemi puisse faire feu sans être gêné par les rangs précédents.
Le but de l'attaque en ligne est de créer suffisamment de pertes par le feu pour que l'adversaire lâche pied. Seuls des soldats d'infanterie suffisamment instruits et encadrés peuvent répondre à cet impératif (on parle alors d'infanterie de ligne).
Cette organisation manque de mobilité et est vulnérable à la charge d'une colonne d'infanterie, en particulier si elle est contre-attaquée par le flanc. Si une ligne risque d'être chargée par une unité de cavalerie, elle doit prendre la formation défensive du carré d'infanterie afin de ne pas être prise à revers.